# Koryta (Boemia centrale)
Koryta è un comune della Repubblica Ceca facente parte del distretto di Mladá Boleslav, in Boemia Centrale.